# Лесема
Лесема (груз. ლესემა) — село в Грузії.
За даними перепису населення 2014 року в селі проживає 81 особа.